# Опсада Дамаска (634)
Опсада Дамаска 634. године трајала је од 21. августа до 19. септембра. Представља један од најважнијих догађаја Арапског освајања Сирије. Праведни калифат је успео да заузме овај важан византијски град.

## Опсада
Арапска војска под командом Халид ибн Валида ставила је град под опсаду 21. августа. Одбраном града командовао је Тома. Након два неуспешна испада и византијског покушаја деблокаде од стране цара Ираклија, град се предао. Дамаск је био први важнији византијски град који је пао под муслиманску власт. Сем богатог плена, овај град је Арапима пружао и базу за наставак похода. Неколико година касније ће цео Левант бити у арапским рукама.